# Брама Гянджі
Брама Гянджі — приклад ремісничого мистецтва Гянджі періоду середньовіччя.

## Історія
Браму було створено за наказом правителя з династії Шеддадідів Шавура I майстром Ібрагімом ібн Османом. Із зовнішнього боку залізна брама Гянджінської фортеці була прикрашена орнаментами й узорами набивним методом. За наказом Шавура на поверхні брами почерком «куфі» було вибито ім'я майстра, дату виготовлення тощо.
1139 року грузинський цар Деметре I (1125–1254) вторгся до Гянджі й захопив місто. Як трофей грузинське військо вивезло його браму, одна зі стулок якої й донині зберігається в монастирі Гелаті.

## Галерея

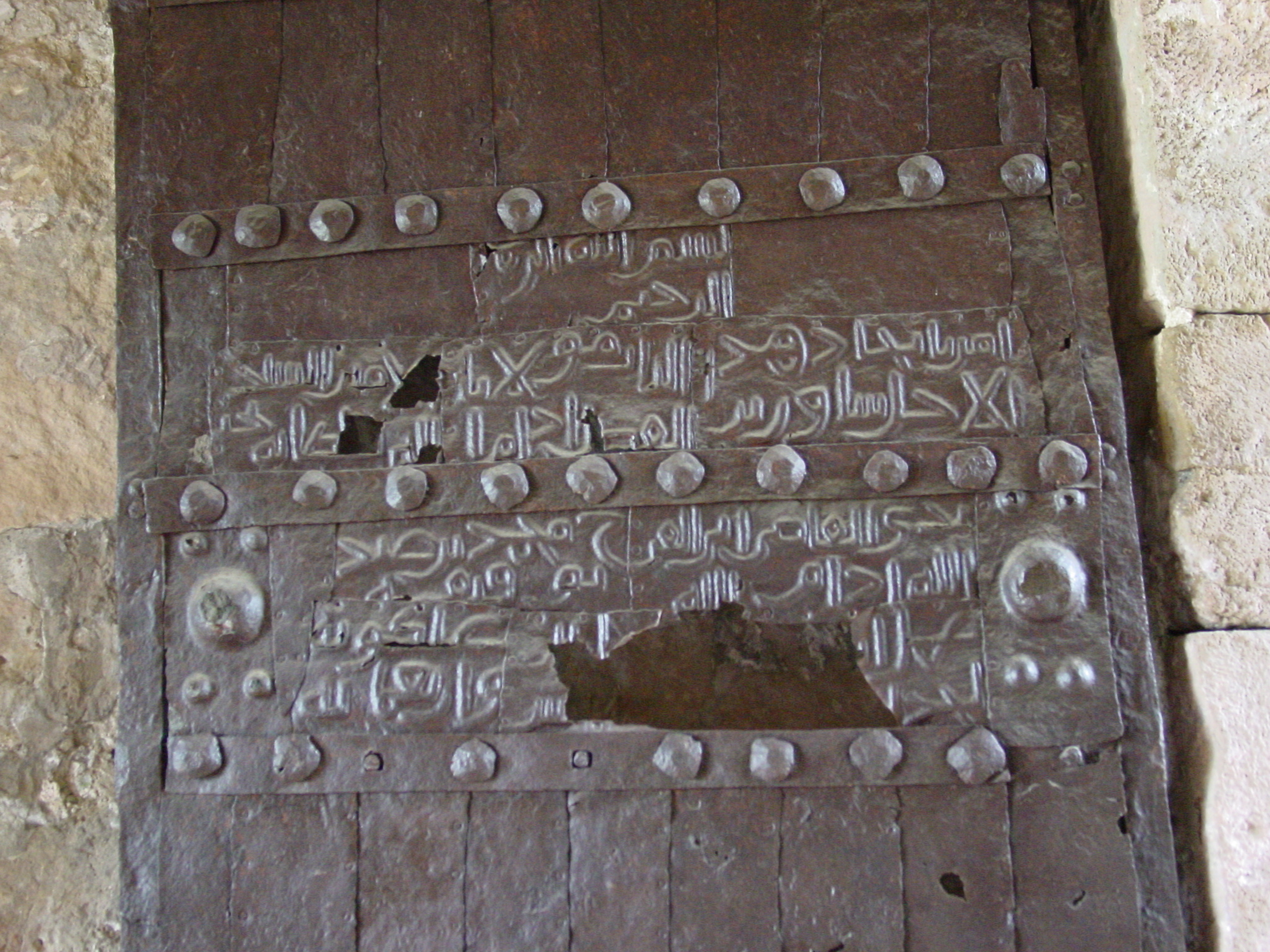
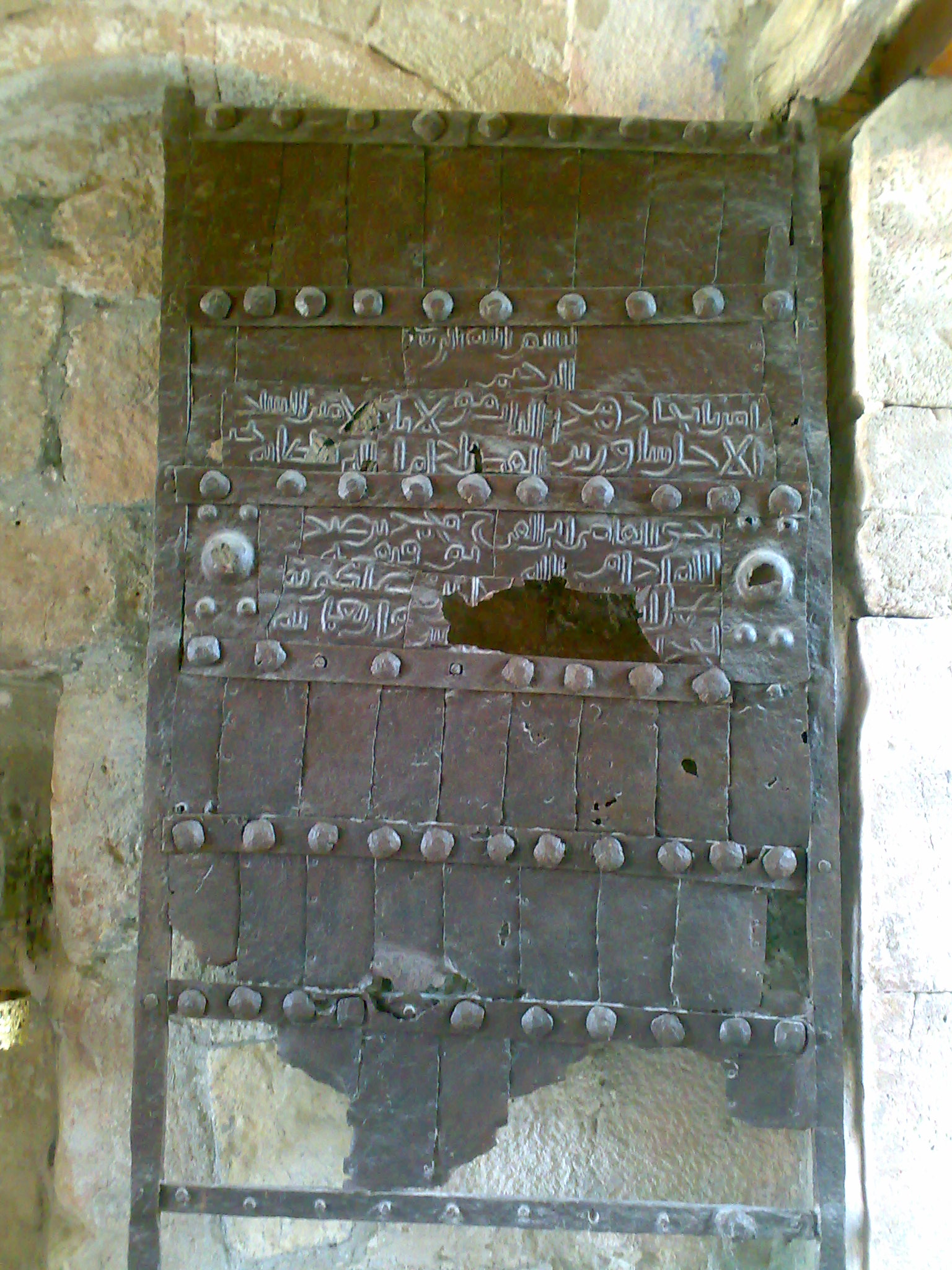